# Отець Браун (серіал)
«Отець Браун» (англ. Father Brown) — детективний серіал телеканалу BBC One про священника, що веде розслідування в невеликому містечку Англії в 50-х роках XX століття.
Головний персонаж і сюжети деяких серій частково засновані на творах Гілберта Честертона про отця Брауна. Серіал знімається в Котсуолд-Хілсі. Перша серія вийшла в ефір 14 січня 2013 року.

## Сюжет
Дія відбувається на початку 1950-х років в невеликому вигаданому англійському місті Котсуолд графства Кемблфорд. Головний герой Отець Браун, священнослужитель в католицькій Церкві святої Марії, захоплюється розкриттям вбивств за допомогою не тільки спостережливості і логіки, але також і з розумінням людської природи. Він намагається зрозуміти злочинця і за можливості допомогти йому усвідомити свій гріх та сповідатися. Часто він прагне до справедливості по відношенню до злочинця або підозрюваного, іноді всупереч букві закону, наприклад, коли дізнається про обставини злочину на сповіді і строго дотримується її таємниці, навіть незважаючи на ще дозволену в Великій Британії страту через повішення за такі важкі злочини, як вбивство. Своїми розслідуваннями викликає велике роздратування поліції, яка часто заарештовує непричетного підозрюваного. В різний час у розкритті злочинів пастерові допомагають секретар парафії місіс Маккарті, а також місцева світська левиця леді Фелісія Монтегю, її шофер — Сід Картер і племінниця — Пенелопа «Банті» Віндермір.

## Персонажі

### Основні герої
- Отець Браун (англ. Father Brown, іноді пастер Браун, роль виконує Марк Вільямс) — парафіяльний католицький священник, який любить розкривати злочини, дуже розумна, спостережлива і співпереживаюча людина;
- Місіс Бріджит Маккарті (англ. Mrs Bridgette McCarthy, роль виконує Сорча К'юсак) — парафіяльній секретар, яка часто зайнята організаційною роботою. Відрізняється вкрай традиційними і релігійними поглядами;
- Леді Фелісія Монтегю (англ. Lady Felicia Montague, роль виконує Ненсі Керролл) — одна з помічниць отця Брауна, світська левиця, дружина багатого землевласника, вона часто організовує парафіяльні та благодійні заходи;
- Сід Картер (англ. Sid Carter, роль виконує Алекс Прайс) — шофер леді Фелісії, колишній торговець на чорному ринку;
- Високоповажна Пенелопа «Банті» Віндермір (англ. The Honourable Penelope "Bunty" Windermere, роль виконує Емер Кенні) — примхлива племінниця леді Фелісії, яка перебувала в притулку після того як була публічно сфотографована на виході з сумнівного нічного клубу з одруженим чоловіком і причетна до шлюборозлучного процесу.

### Другорядні герої
- М. Еркюль Фламбо (англ. M. Hercule Flambeau, роль виконує Джон Лайт) — антагоніст отця Брауна; спритний викрадач ювелірних виробів і творів мистецтва; має дочку Маріанну Делакруа, мистецтвознавця, успадкувала від батька злодійський талант, з якою ніколи не бачився (роль виконує Джина Бремхілл);
- Сюзі Ясинські (англ. Susie Jasinski, роль виконує Кася Колечек) — домробітниця отця Брауна, яка працює на основі часткової зайнятості і проживає в післявоєнному Таборі для польських переселенців;
- Інспектор Валентайн (англ. Inspector Valentine, роль виконує Х'юго Спір) — глава місцевої поліції, змушений постійно розриватися між таємним захопленням отця Брауна і глибоким розчаруванням в ньому. Він готовий з ним співпрацювати, але занадто часто обпікався об неортодоксальний моральний кодекс отця Брауна. Проте, він з повагою ставиться до дедуктивного методу отця і навіть допускає, після свого від'їзду, що сумуватиме за ним;
- Інспектор Салліван (англ. Inspector Sullivan, роль виконує Том Чемберс) — замінив інспектора Валентайна, який у другому сезоні отримав підвищення і був спрямований на службу в Лондон. Будучи досить зарозумілою людиною Салліван ще більш дратується, коли отець Браун втручається в розслідування;
- Інспектор Меллорі (англ. Inspector Mallory, роль виконує Джек Дім) — прибув на зміну Саллівану, який отримав підвищення. Як і обох його попередників, Меллорі сильно дратує отець Браун, якого він саркастично називає «падре». У той же час він є набагато більш ревнивим і часом спритним детективом, готовим до кінця вивчити одну версію подій злочину, навіть якщо вона його приведе в нікуди;
- Сержант Олбрайт (англ. Sergeant Albright, роль виконує Кіт Осборн) — помічник інспекторів Валентайна і Саллівана;
- Сержант Гудфеллоу (англ. Sergeant Goodfellow, роль виконує Джон Бартон) — прийшов на зміну Олбрайту, допомагає інспекторам Саллівану і Меллорі.

## Відгуки та критика
Крістофер Стівенс з Daily Mail назвав серіал одним з кращих на 2014 рік на телебаченні. Він зазначив моральний аспект серій і продуманий сценарій.
Стівен Грейданус зазначив, що в «Отці Брауна» трохи залишилося від першоджерела. Історії, на яких заснований серіал, розповідають про отця Брауна, який розкриває злочини, подорожуючи по всьому світу в 1930-х роках. У шоу дія була перенесена в 1950-ті роки, отець Браун отримав постійний прихід в англійському місті і типових для детективів помічників, через що за атмосферою серіал нагадує «Міс Марпл» і «Суто англійські вбивства». На думку Стівена Грейдануса, отець Браун Марка Уільямса швидше легкий символ віри для світського постмодерністського глядача, ніж сполучна ланка між католицтвом, англіканством і модерністським читачем, яким він є в першоджерелі. У шоу приділяється увага проблемам фемінізму і гомосексуальність, хоча ця тематика чужа розповідями Честертона. Стівен Грейданус зазначає, що на відміну від Честертона, який намагався випробувати читача своїми історіями, нове шоу намагається тільки подобатися. Однак критик позитивно відзначив вибір актора для головної ролі.
Серії першого сезону серіалу дивилися понад 2 мільйони глядачів.

## Галерея

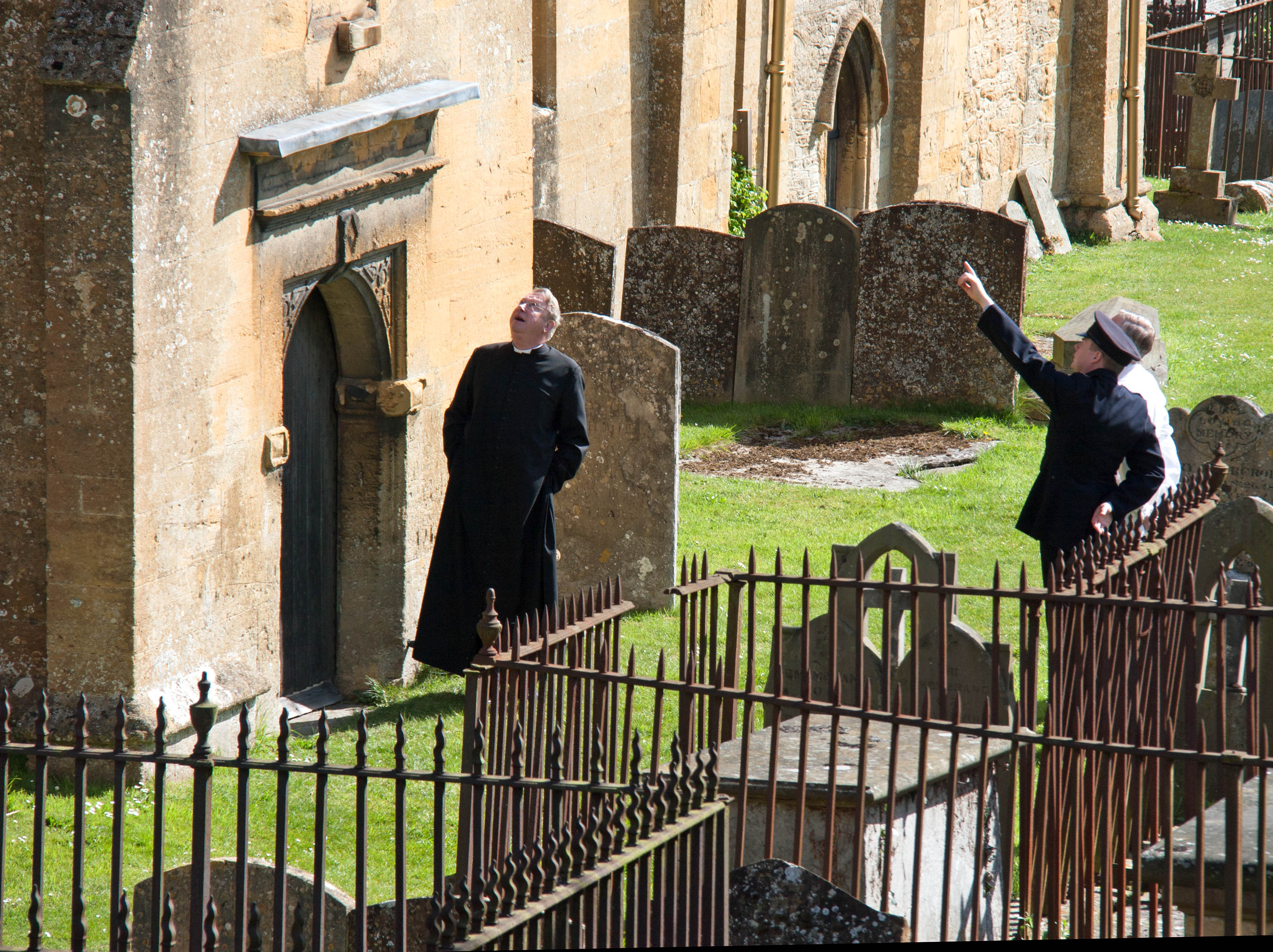
Зйомка в Блоклі, Церковний пагорб
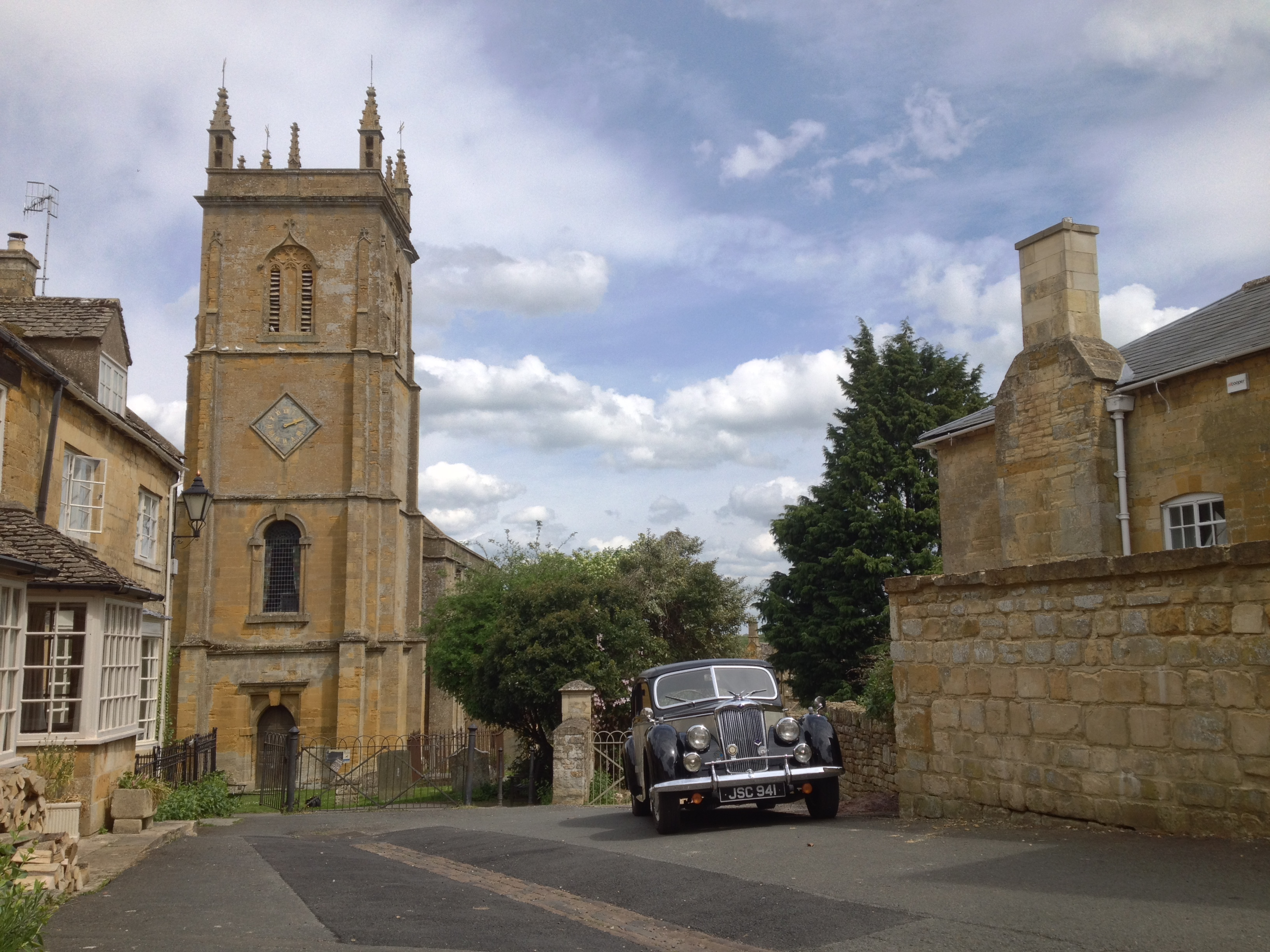
Церква Святого Петра і Павла, Блоклі[5] використовується для зйомок серіалу
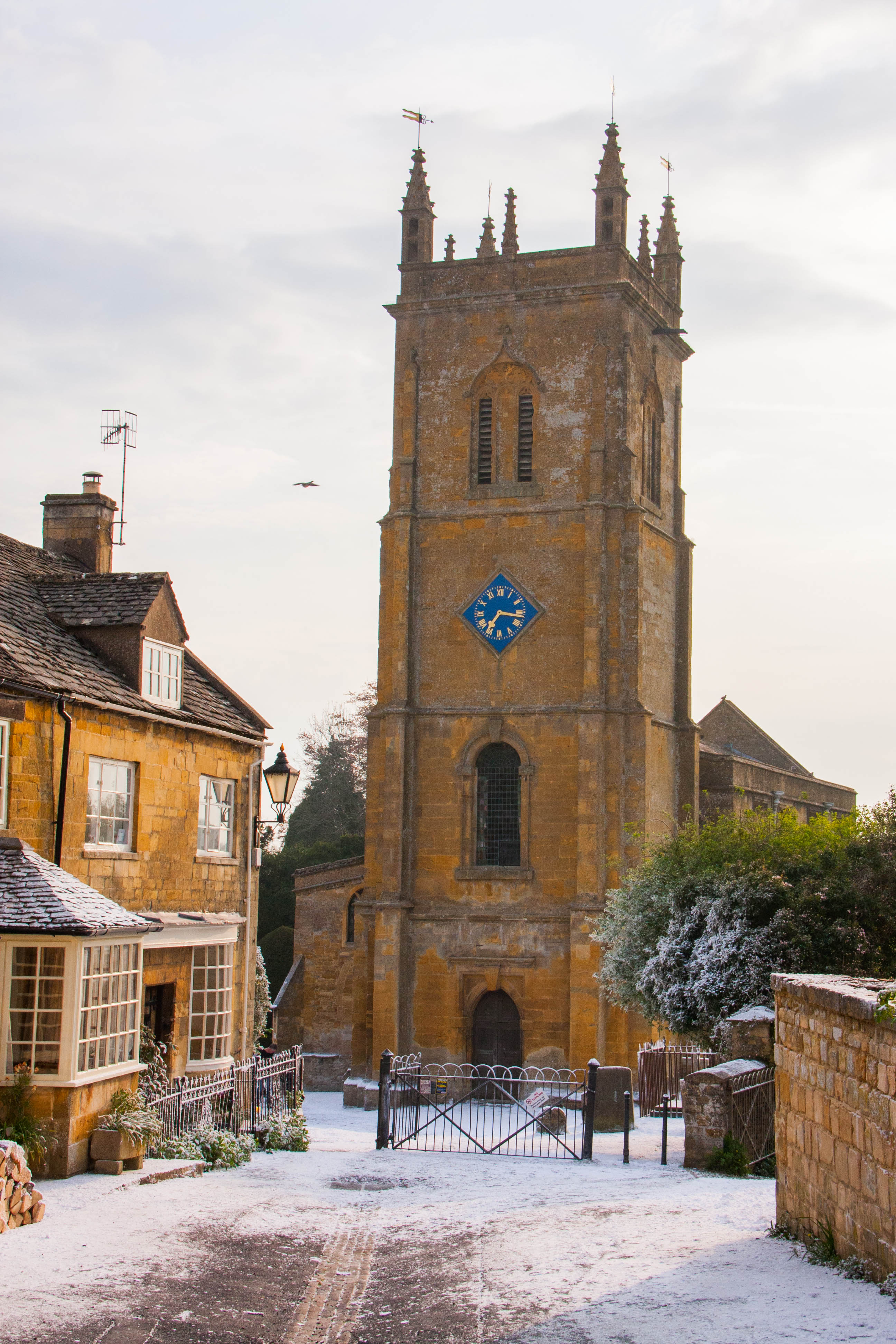
Церква зі штучним снігом (Спеціальний різдвяний випуск 2016)
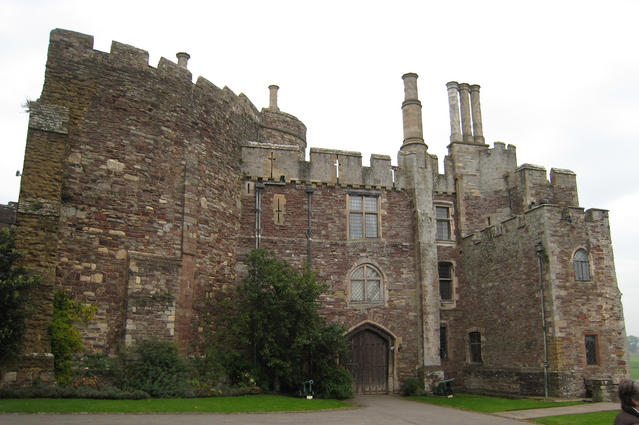
Замок Берклі, Глостершир
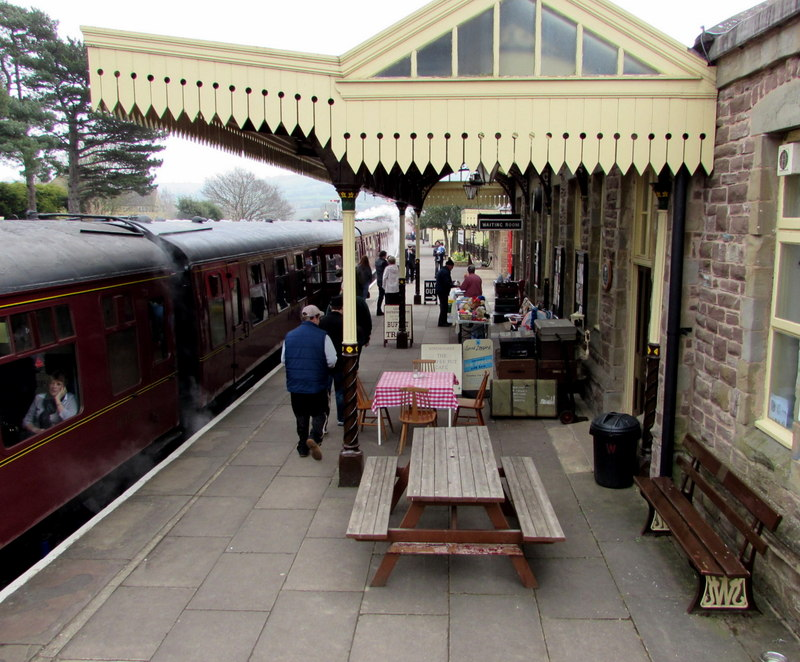
Залізнична станція Winchcombe
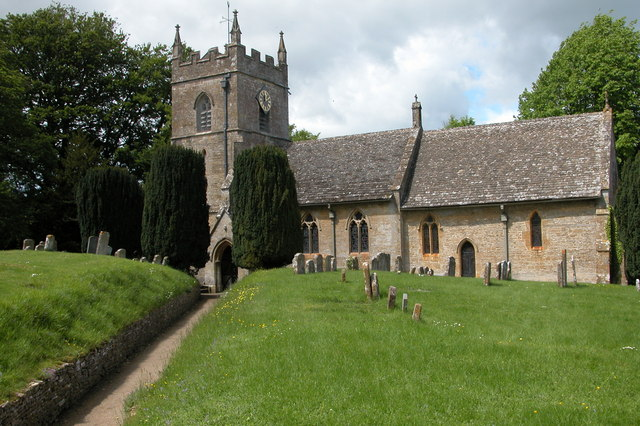
Церква св. Петра у Верхньому Забії як англіканська церква в Кемблфорді
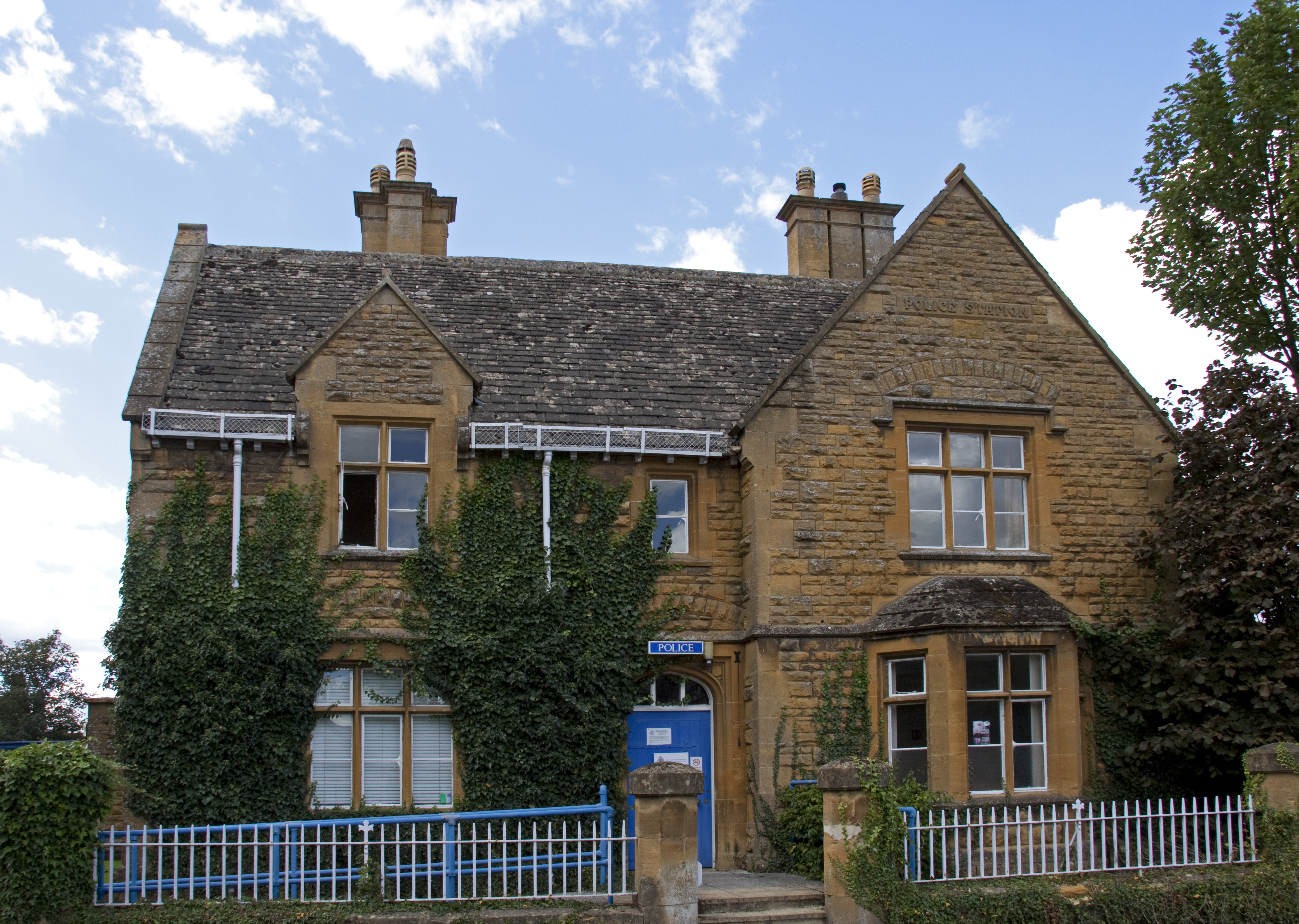
Старий поліцейський пункт Moreton-in-Marsh Кемблфорда
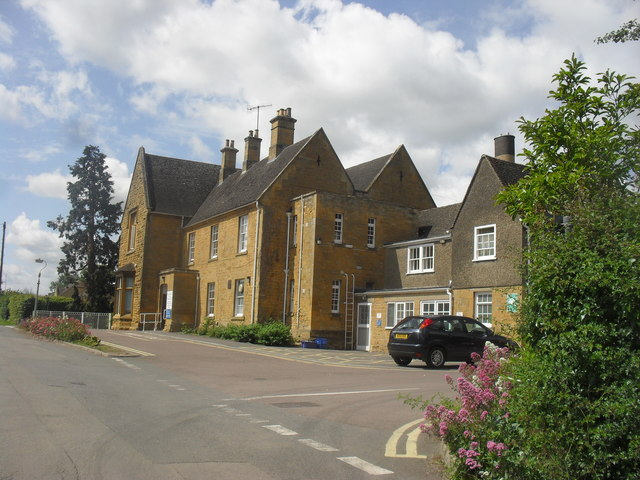
У старій лікарні Мортон-в-Марші був новий відділ поліції Кемблфорда
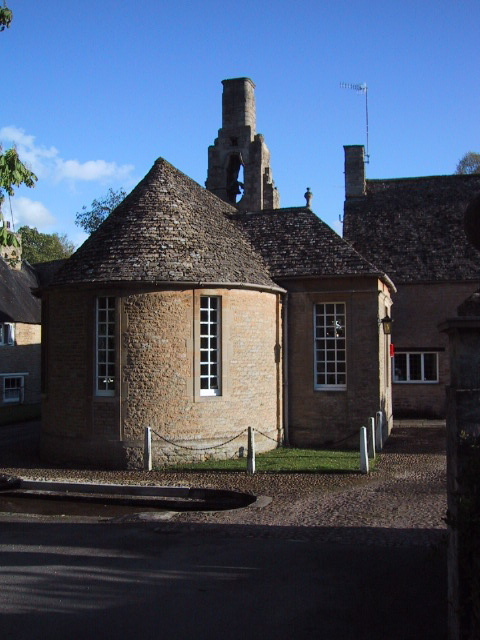
Центр села і сільський зал в Корнуелл (поліцейський відділ Кемблфорд в серії 5)
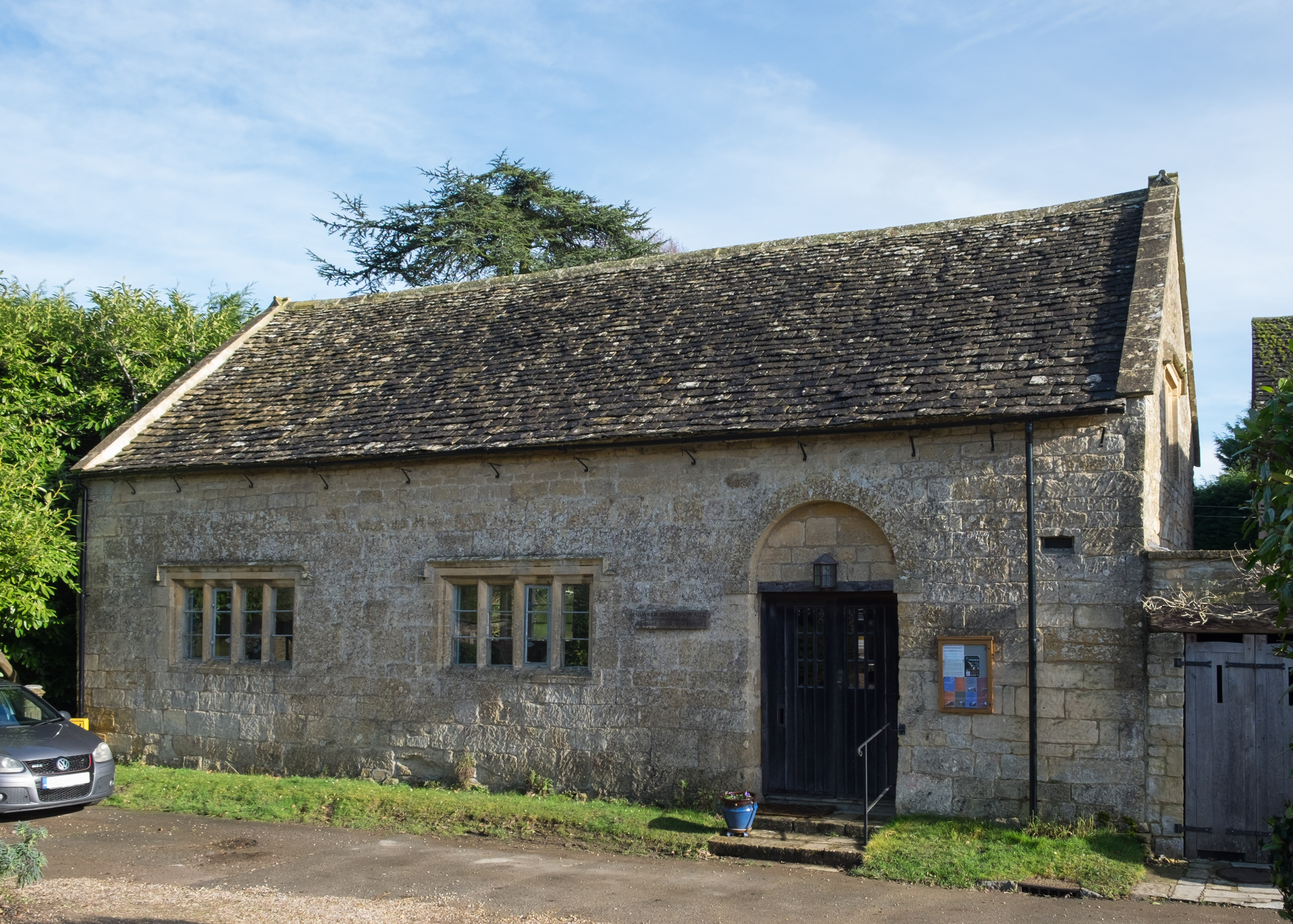
Будинок зустрічей квакерів у Бранд Кемпден, як "Кемблфорд Параш-Холл"
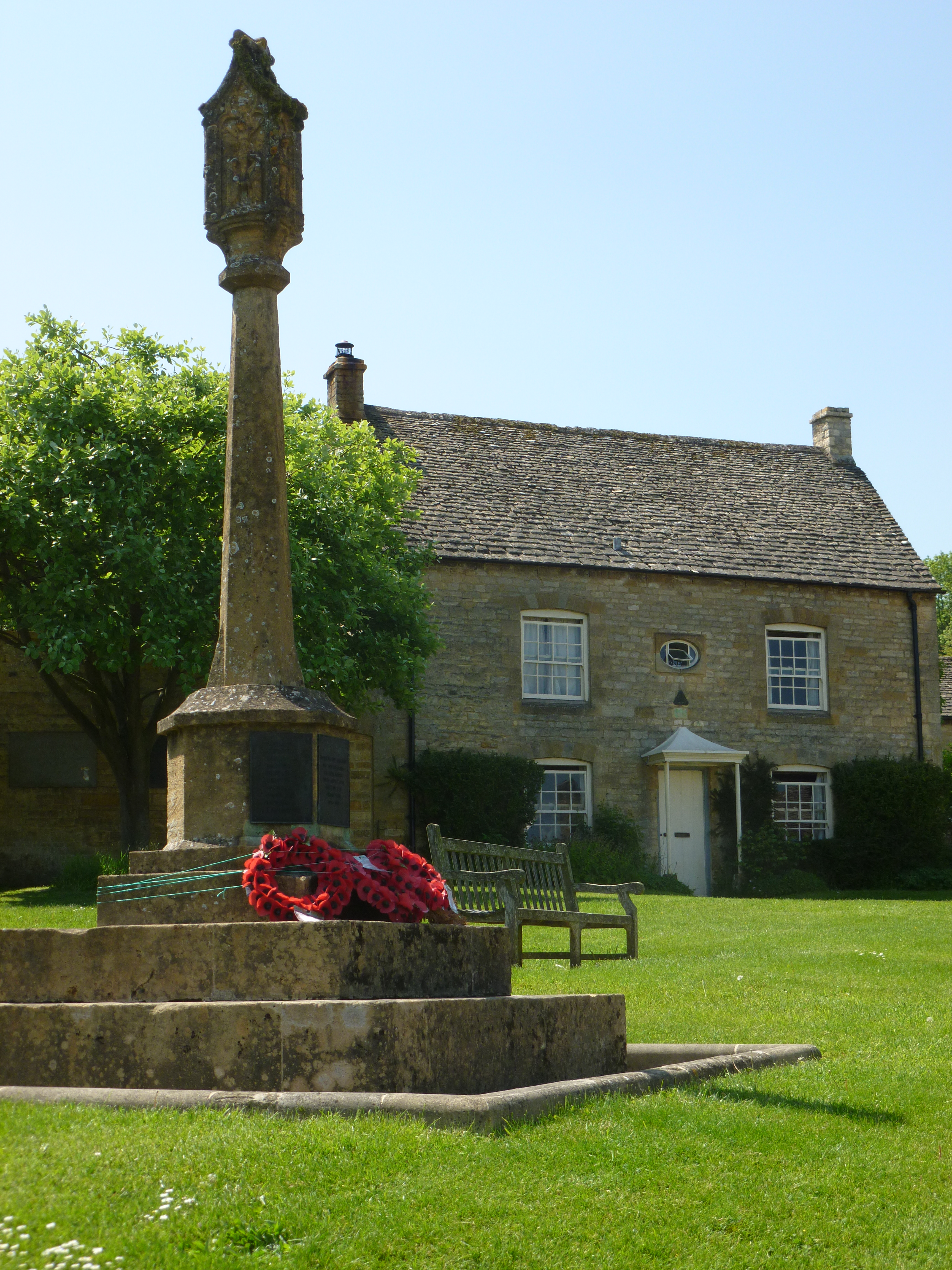
Частина Кемблфорда
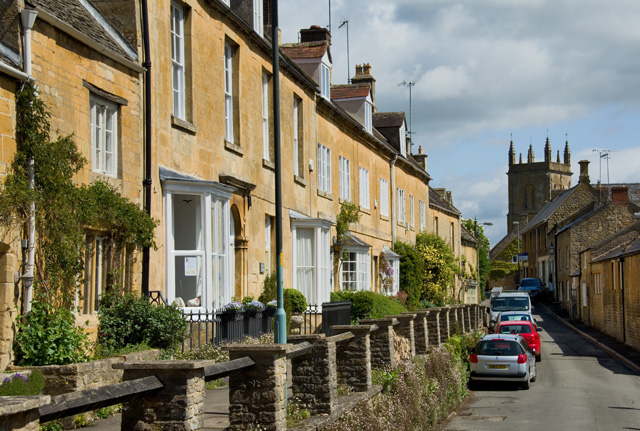
Головна вулиця, Блоклі
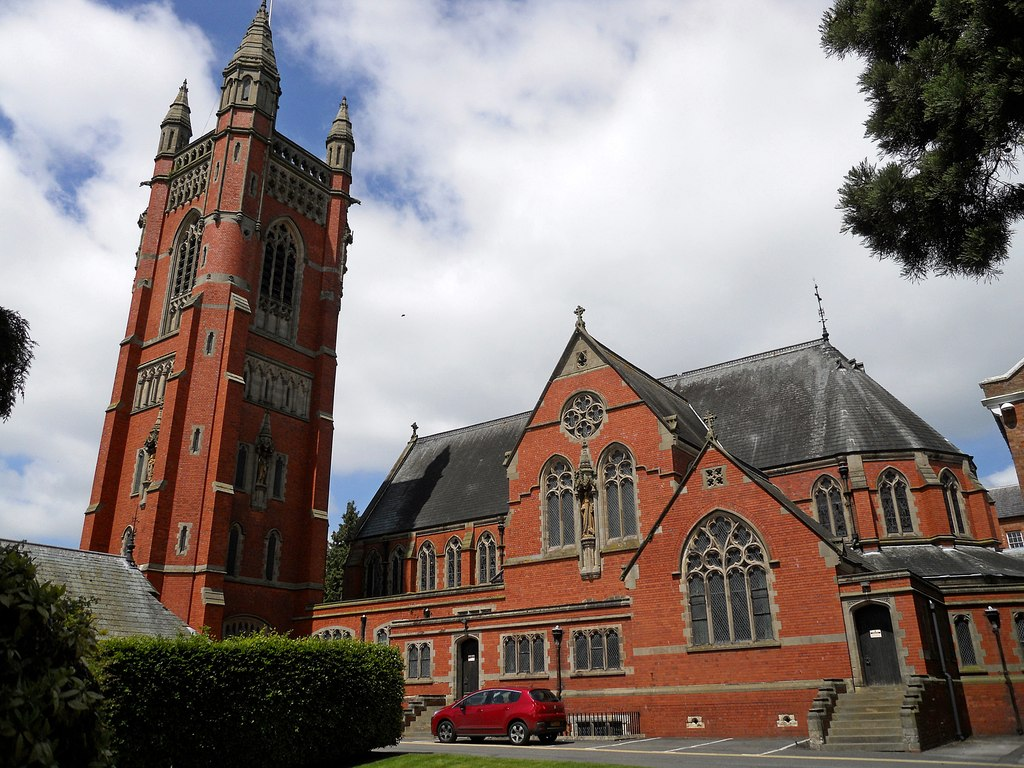
Прінсторпський коледж
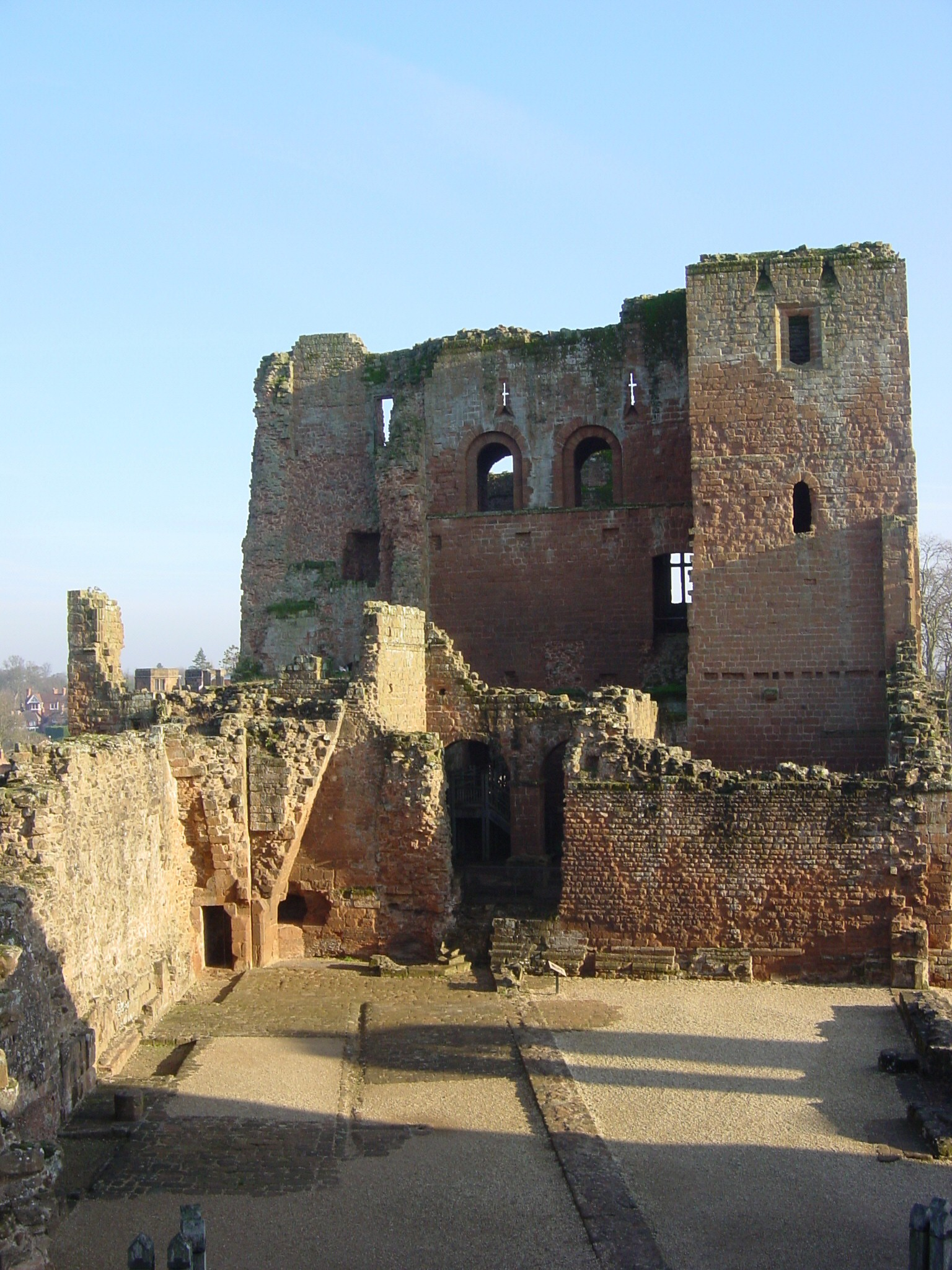
Замок Кенілворт
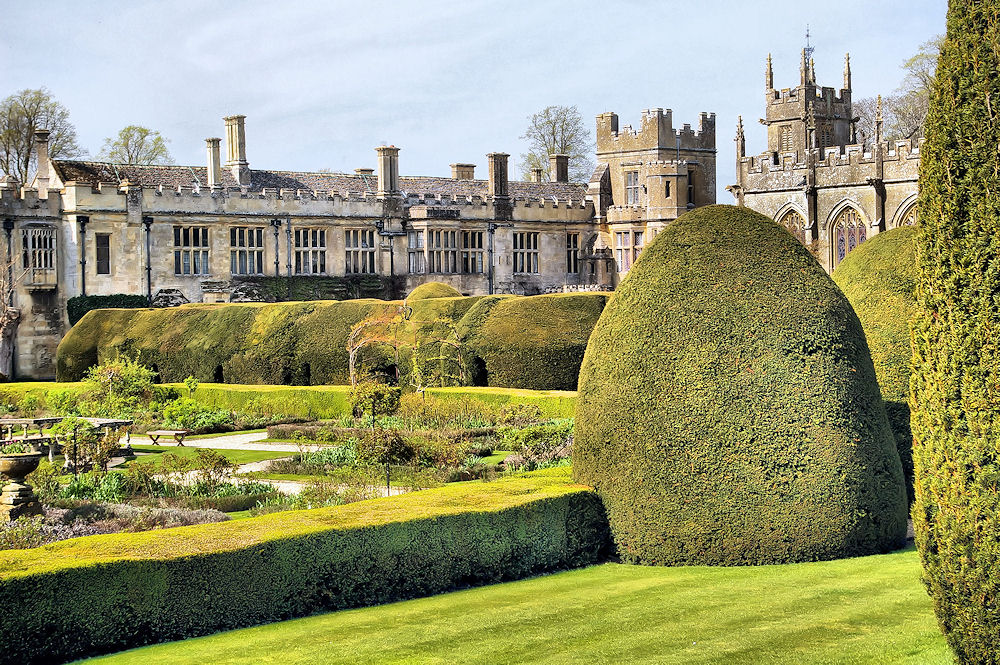
Замок Sudeley, Глостершир
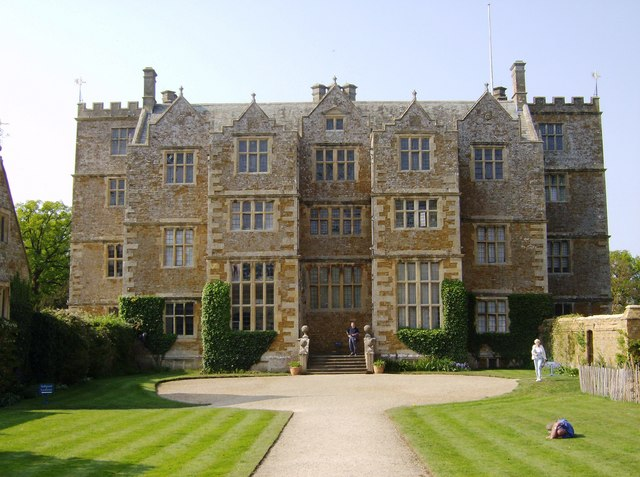
Частлтон Хаус, Оксфордшир
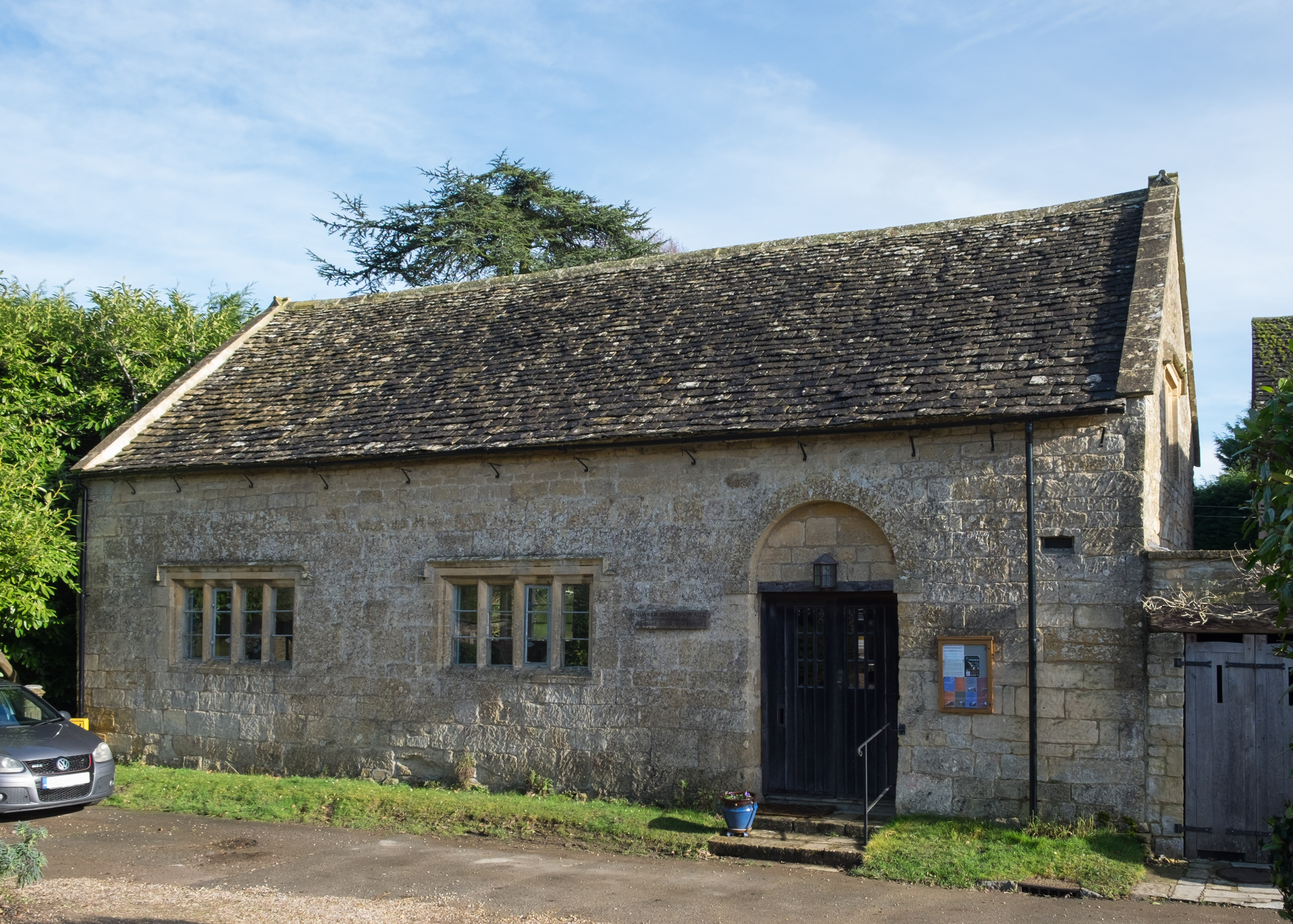
Будинок зустрічей квакерів, Брод Кемпден
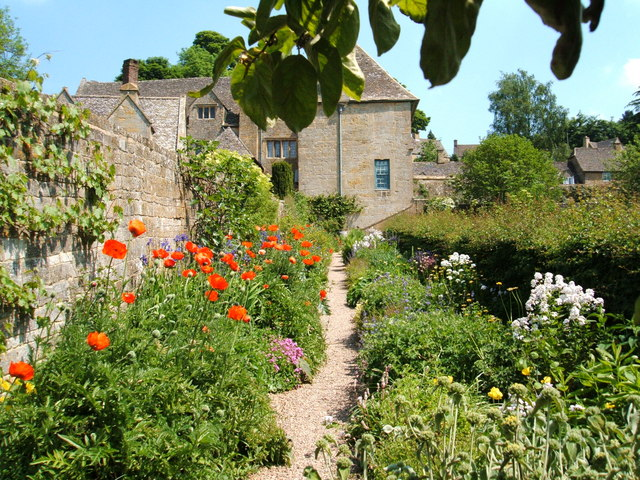
Сад-садиба
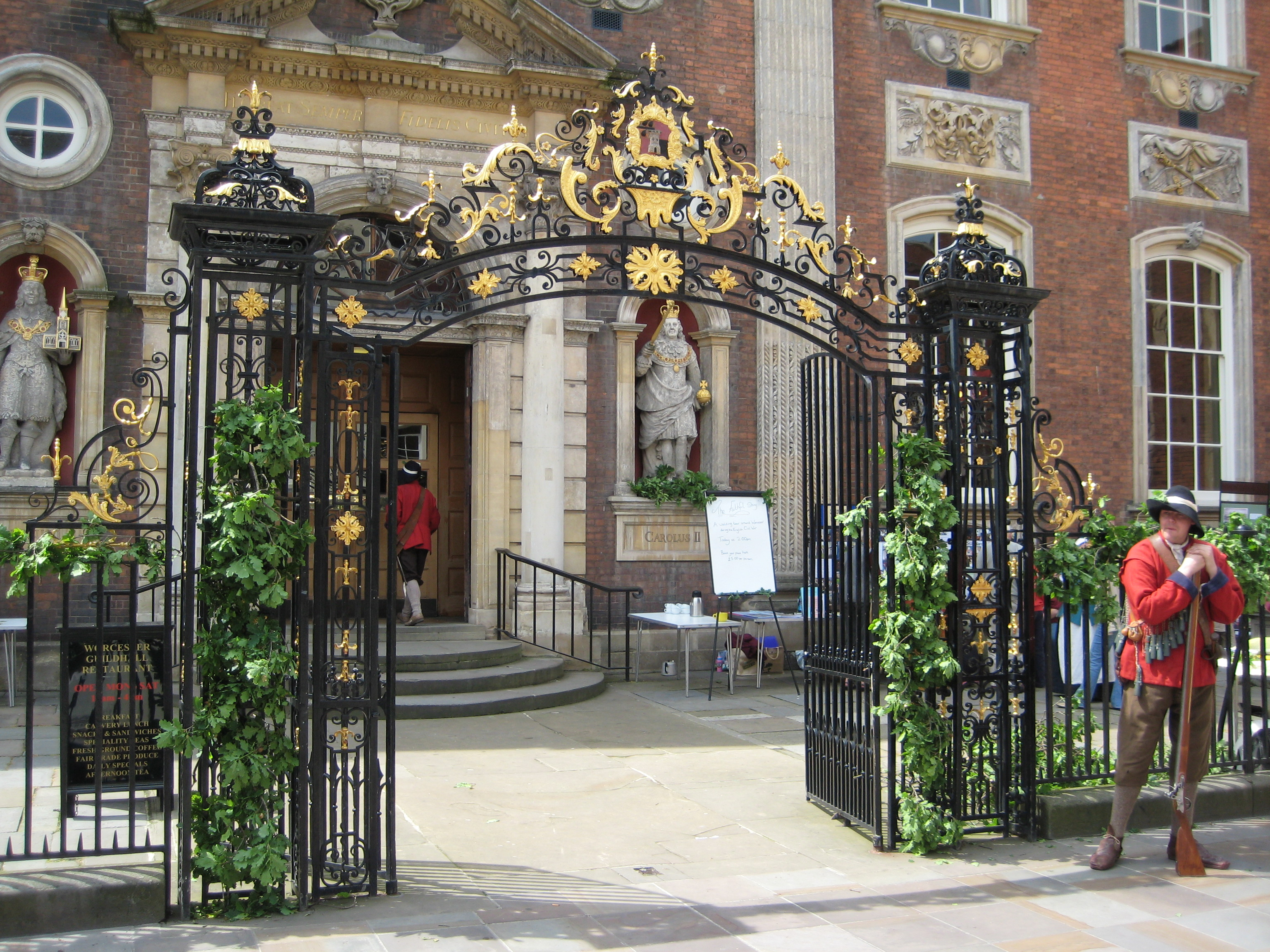
Вустерський гільдхолл
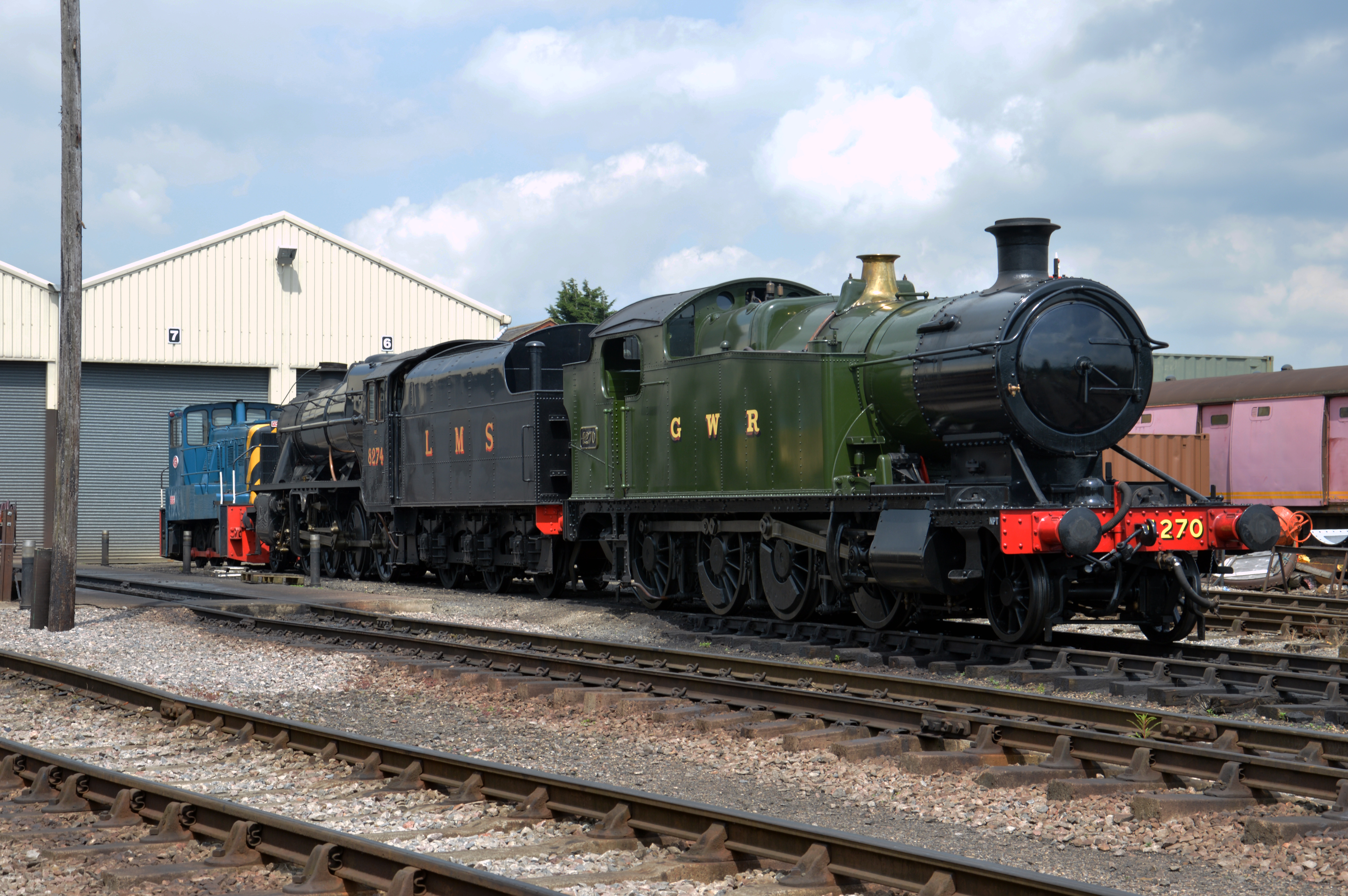
Спадщина залізниці Глостершир і Уорікшир
Парк Альскот